# Ioan Gavra
Ioan Gavra (n. 8 iunie 1950, Băbeni, județul Vâlcea) este un fost deputat român în legislaturile 1990-1992, 1992-1996, 1996-2000 ales în județul Cluj pe listele partidului PUNR. În cadrul activității sale parlamentare, Ioan Gavra a fost membru în grupurile parlamentare de prietenie cu Statul Israel, Ungaria, Republica Populară Chineză și Republica Federală Germania în legislatura 1990-1992.  În legislatura 1996-2000, Ioan Gavra a fost a membru în grupurile parlamentare de prietenie cu Republica Cehă și Republica Libaneză. 